# Humerana
Humerana is een geslacht van kikkers uit de familie echte kikkers (Ranidae). De groep werd voor het eerst wetenschappelijk beschreven door Alan Dubois in 1992. Volgens sommige bronnen wordt de groep tot het geslacht Odorrana gerekend.
Er zijn drie soorten die voorkomen in delen van Azië en leven in de landen Bangladesh, Bhutan, India, Maleisië, Myanmar, Nepal en Thailand.

## Taxonomie
Geslacht Humerana
- Soort Humerana humeralis
- Soort Humerana miopus
- Soort Humerana oatesii

Abavorana · 
Amnirana · 
Amolops · 
Babina · 
Chalcorana · 
Clinotarsus · 
Glandirana · 
Huia · 
Humerana · 
Hydrophylax · 
Hylarana · 
Indosylvirana · 
Lithobates · 
Meristogenys · 
Odorrana · 
Papurana · 
Pelophylax · 
Pseudorana · 
Pterorana · 
Pulchrana · 
Rana · 
Sanguirana · 
Staurois · 
Sylvirana